# Боргарија (Терни)
Боргарија је насеље у Италији у округу Терни, региону Умбрија.
Према процени из 2011. у насељу је живело 79 становника. Насеље се налази на надморској висини од 340 м.